# Lisewo Malborskie
Lisewo Malborskie (niem. Liessau do 1953 Lisewo) – wieś w Polsce położona w województwie pomorskim, w powiecie malborskim, w gminie Lichnowy na trasie linii kolejowej Tczew-Malbork w bezpośrednim sąsiedztwie wschodniego brzegu dolnej Wisły. Wieś jest placówką Ochotniczej Straży Pożarnej. Znajduje się tu kościół z XIV wieku pw. św. Mikołaja z cmentarzem parafialnym oraz XVIII-wieczny zespół pałacowy
Wieś królewska Lisowo położona była w II połowie XVI wieku w województwie malborskim. Do 1954 roku istniała gmina Lisewo. W latach 1954–1971 wieś należała i była siedzibą władz gromady Lisewo, po jej zniesieniu w gromadzie Kończewice. W latach 1975–1998 miejscowość administracyjnie należała do województwa elbląskiego.
Do 1 września 1939 roku wspólnie z pobliskim Szymankowem część niemiecko-polskiego (kolejowego) węzła granicznego. Lisewo Malborskie znajdowało się na trasie wąskotorowej sieci Żuławskiej Kolei Dojazdowej.

## Zabytki
Według rejestru zabytków NID na listę zabytków wpisane są:
- kościół parafialny pw. św. Mikołaja, poł. XIV, 1819, nr rej.: A-131 z 4.12.1959. Kamienno-ceglany przesłonięty drewnianą wieżą z hełmem ostrosłupowym, wewnątrz barokowe ołtarze i ambona[8].
- zespół folwarczny, nr rej.: A-1341 z 15.01.1991. Neoklasycystyczny dwór i ryglowy spichlerz.